# متو، واشینگتن
متو (به انگلیسی: Methow) یک منطقهٔ مسکونی در ایالات متحده آمریکا است که در شهرستان اوکانوگان، واشینگتن واقع شده‌است. متو ۲۶۲ نفر جمعیت دارد و ۳۵۱٫۷۴ متر بالاتر از سطح دریا واقع شده‌است.